# Esmirtazapine
L'esmirtazapine (ORG-50 081) est une médicament en développement par les laboratoires Organon, dans le cadre du traitement de l'insomnie et des syndromes vasomoteurs (par exemple les bouffées de chaleur) associés à la ménopause,,,. À partir de 2009 les essais cliniques sont entrés en phase III. 
L'esmirtazapine est l'énantiomère (S)-(+) de la mirtazapine et possède une pharmacologie globalement similaire, y compris l'action agoniste inverse sur les  récepteurs H1 et 5-HT2 et une action antagoniste sur les  récepteurs α2-adrénergiques,.